# バーレブ・ライン
バーレブ・ライン（ヘブライ語: קו בר לב, Kav Bar Lev; アラビア語: خط بارليف, Khaṭṭ Barlīf, 英語: Bar-Lev Line）あるいはバーレブ線とは、1960年代末にスエズ運河沿いに構築されたイスラエルの対エジプト拠点群・およびその周辺施設の総称である。建設当時のイスラエル軍参謀総長ハイム・バーレブ(ヘブライ語: חיים בר-לב, 英語: Haim Bar-Lev,1924年-1994年) の名を冠してバーレブ・ラインと称する。
北は地中海から南はスエズ湾にまで至る、南北170キロメートル、東西30キロメートルの長大な拠点群である。

## 歴史

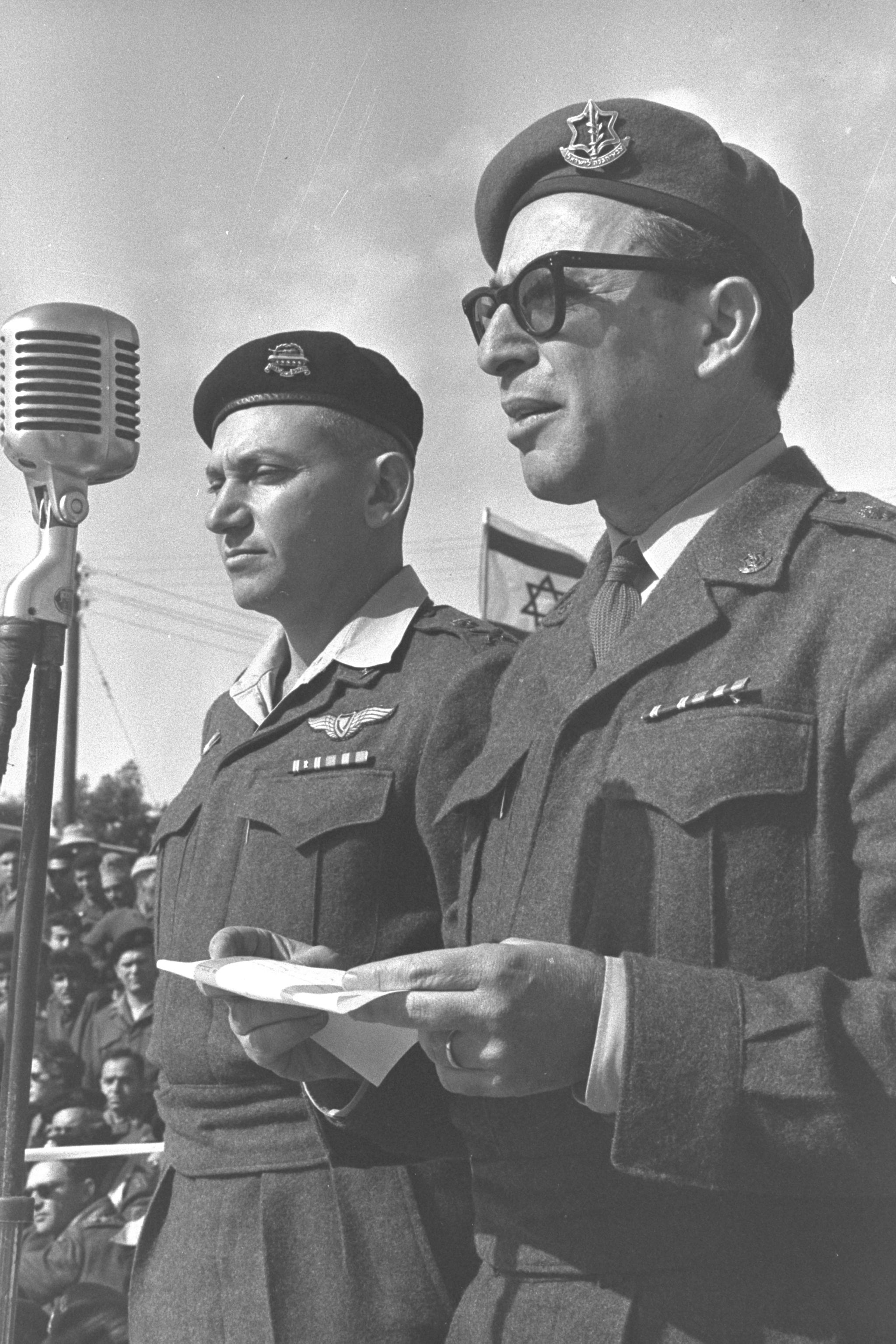
参謀総長ハイム・バーレブ
(左の人物、少将時代の1961年撮影)

1967年6月の第三次中東戦争によってイスラエルはエジプト領のガザ地区とシナイ半島全域を占領した。イスラエル本土とは遠く離れたシナイ半島でイスラエル軍と対峙することになったエジプト軍は以前のように直接イスラエルに脅威を与えることは非常に困難になったが、代わりに同年7月から消耗戦争と称して比較的小規模なコマンド部隊の襲撃や砲撃によってイスラエルへ圧力を加え始めた。イスラエル軍は運河東岸に1個増強機甲旅団を配置していたが、エジプト軍によって陣地が攻撃され、（イスラエルの基準からすれば）少なからぬ死傷者が出ていた。
こうした中、イスラエル軍の参謀総長ハイム・バーレブ中将はアブラハム・アダン少将を委員長とする対策委員会に運河東岸での防御陣地構築と防衛計画についての研究を命じた。後日、アダンらの出した計画は運河東岸に敵の監視兼拘束にあたる拠点を11キロメートル間隔で15個配置し、その後方に師団規模の機動部隊を配置、さらに支援施設を構築してエジプト軍の小規模・大規模な攻撃両方に対応できるようにするというものであった。
当時参謀本部訓練局長であったアリエル・シャロン少将と機甲総監のイスラエル・タル少将は東岸拠点の構築に反対し、代わりに機械化偵察部隊を巡回させるべきだと主張したが、バーレブと南部軍司令官イェシャヤフ・ガビッシュ少将はアダンの案を拠点をさらに増やし33個にすることで採用し、消耗戦争が小康状態になっていた1969年1月には建設が開始された。
エジプト軍は1969年3月に攻撃を再開した。この時に完成していた拠点はわずか3個であったが、エジプト軍の砲撃に対して拠点のバンカーは高い攻撃力を発揮し、コマンド部隊の襲撃にも十分対応することができた（消耗戦争自体は1970年7月に終結した）。1968年末には拠点群と支援施設の構築はほぼ完了したが、その後も補強は続けられた。
1970年1月に拠点構築に懐疑的であったシャロンが南部軍司令官に就任すると、拠点の「間引き」を実施し、兵員を配置する稼働拠点を16個に減らした。
1973年5月にシャロンの後任として南部軍司令官に就任したシュムエル・ゴネン少将は放棄されていた拠点の整備・再稼働を進めたが、10月に第四次中東戦争が勃発する。
拠点群はエジプト軍の拘束を行えなかったばかりか包囲され、降伏・放棄されたものがほとんどであった上、拠点救援に向かった機甲部隊はエジプト軍の対戦車チームによって大きな損害を被った。
しかし、バーレブ線の構築とそれに従った反撃計画・準備（渡河機材など）があったことで戦争後半にイスラエル軍はスエズ運河を渡河し、（軍事的には）勝利を収めることができた。

## 構造
バーレブ線の構成は主に拠点群、障害物、道路、指揮・兵站施設で分類することができる。当時の最新建築技術と火力を用い、運河と砂漠地形を活用した構造となっている。

さらに1個機甲師団や砲兵部隊・防空部隊が配置された。総工費2億3800万ドル（およそ700億円）。

### 拠点群
運河沿いに33個の主要拠点「マオチム」（Maozim、要塞）を平均5~10キロメートルの間隔で配置、対岸の偵察と敵部隊の拘束を任務とする。諸元は以下の通り。
- 面積　200m×200m（周辺を地雷原と鉄条網で囲んでいる）
- 配置兵員　1個小隊40人
- バンカー（50m×50m、掩蓋厚2m）×3
- 掩体 - 機関銃用×26、高射火器用×4、対戦車火器用×4、迫撃砲用×6、戦車用×3、個人用×24
- 交通壕
- 観測タワー（高さ約70m、1973年5月から増設された）
- 通信所
- 居住設備 - 水、自家発電設備、商用電話など。弾薬・食料1ヶ月分。
- 武装 - 兵員用小火器に加えて機関銃、迫撃砲など。ただし「ブダペスト」「メサグー」にはフランス製M50 155mm榴弾砲が6門配備された。

また、「マツメド」「ヒザヨン」拠点には地下式石油タンクから油を運河に流し、電気点火させる人工火災発生設備が設置されていた。1972年に実用試験を行った際に潮流が速すぎて油が有効な働きをしないという欠陥が判明したため、設置工事は中止されたが、大量の煙と炎の発生によってエジプト軍に心理的打撃を与える効果があることから、各拠点には水中にパイプを刺しただけのダミーが設置された。
このほか、砲兵道（後述）沿いに「タオチム」（Taozim）が複数作られ、歩兵・戦車中隊が反撃のために待機した。

### 障害物

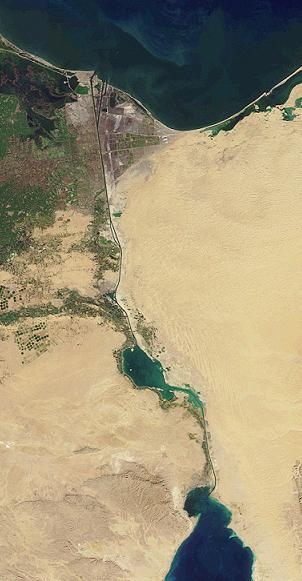
スエズ運河の衛星写真。運河東側の緑色の部分が湿地帯、中央の大きな湖がグレートビター湖。

スエズ運河はイスラエルの国防相モシェ・ダヤンが「世界最高の対戦車壕の一つ」と称したように、それ自体大きな河川障害である。

全長約170キロメートル、幅120~180メートル、水深16~18メートル(当時)で、このうちポートファド~カンタラ間の湿地帯、ティムサ・グレートビター・リトルビター湖正面の計90キロメートルは揚陸艇による上陸作戦が必要である。残り80キロメートル正面についても渡河にはポンツーンやボートなど、本格的な渡河機材を必要とする。
そのほか東岸に3つの土塁が構成され、障害・地上遮蔽のほか射撃陣地の機能も備えさせた。
- 第1線 - 運河沿い。堤防に土を上積みして高さ20m、幅10m、傾斜45～60度の土塁が完成した。（「マオチム」はこれに食い込ませる形で作られた）このほか100m間隔で戦車・重火器・監視用掩体があり、戦車がハルダウンしながら西岸に攻撃できた。
- 第2線 - 第1線後方300～500メートル。高さはあまりなく、断続的に構築された。戦車・重火器用掩体があった。
- 第3線 - 第2線後方1～2キロメートル。運河に通じる道路沿いに構築。1973年5月に「フィン」と呼ばれる逆V字型の戦車用射撃陣地が作られ、西岸土塁のエジプト軍に射撃を行えた。

### 道路

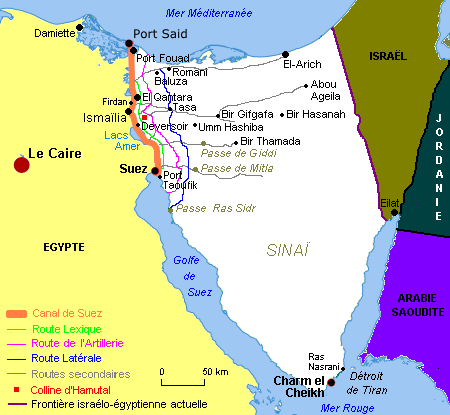
スエズ運河（オレンジ太線）近郊の道路網と指揮施設（フランス語）。
黄緑：レキシコン道、ピンク：砲兵道、青：平行道、灰色：コンクリート舗装路。

イスラエル本土とスエズ運河一帯を結ぶ4本の道路がコンクリート舗装されたほか、次の道路が運河南北沿いに作られた。
- レキシコン道(Lexicon road) - 運河の東1キロメートル。拠点連絡、戦闘部隊移動用。
- 砲兵道(Artillery Load) - 運河の東6～10キロメートル。砲兵、戦闘部隊移動用。
- 平行道(Lateral Load) - 運河の東30キロメートル(エジプト砲兵の射程外)。戦闘部隊、指揮・兵站部隊移動用。

このほか、逆渡河用として、カンタラ（Quantara）、イスマイリア（Ismailia）、デベルゾアル（Deversoir）周辺には「ヤード」（Yard）と呼ばれる部隊待機用の150m×700mの敷地が作られ、「ヤード」への道は後方にある橋梁の移動を容易とするため、なるべく直線で緩勾配の道路が整備された。

### 指揮・通信施設
以下の5つの指揮所が整備された。
- バルーザ（Baluza） - 旅団指揮所。
- ロマニ（Romani） - 師団予備指揮所、ヘリポート。
- タサ（Tasa） - 第252機甲師団指揮所、師団支援群、軍前進デポ、ヘリポート。
- ビルギフガファ（Bir Gifgafa） - イスラエル名レフディム（Refdim）。軍・師団予備指揮所、兵站行政センター、航空基地。
- ウムハシバ（Umm Hashiba） - 軍主指揮所、主デポ、観測所、シギント施設、レーダーサイト、ヘリポート。

イスラエル南部軍は平時指揮所をイスラエル本土のベエルシェバに置き、戦争時にウムハシバに前進させた。

ウムハシバの施設が丘上のバンカーに位置していたほかは、施設主要部は地下に建設された。

## 配置部隊
シナイ防衛のため、イスラエル軍初の常設師団として第252「シナイ」機甲師団が編成された（以下シナイ師団と表記）。3個機甲旅団と1個歩兵旅団を基幹とした。第四次中東戦争当時の編成は以下の通り。

- 師団長　アブラハム(アルバート)・マンドラー（ヘブライ語版）少将（10月13日戦死、同日よりカルマン・マゲン（ヘブライ語版）少将）
  - 第14機甲旅団（ヘブライ語版）　アムノン・レシェフ（英語版）大佐
  - 第401機甲旅団　ダン・ショムロン大佐
  - 第460機甲旅団　ガビ・アミール（ヘブライ語版）大佐[4]
  - 第116歩兵旅団「エツィオニ」　レベン・ピンチャス大佐

3個機甲旅団のうち1個機甲旅団が即応部隊として「タオチム」に駐屯し、有事30分で運河地帯に進出、残り2個旅団は通常後方で訓練にあたり、有事10~12時間以内に運河区域に進出できる状態にあった。歩兵旅団のうち1個大隊が「マオチム」守備兵として駐屯していた。
シナイにはこのほかポートファド市周辺の守備部隊として旅団規模の独立守備隊とナハル地域守備隊4個大隊があった。
砲兵火力は当時空軍が「空飛ぶ砲兵」として地上部隊を支援できると主張したため、あまり重視されなかったが、砲兵道に砲兵12個中隊48門が配備された他、「ブダペスト」に175mm自走砲 M107"ロマク"が4門固定配備された。
対空火力として、平行道一帯に空軍所属の8個ホークSAM中隊、ビルギフガファ周辺に2個中隊の計10個中隊が20mm、40mm対空機関砲とともに配備され、運河一帯の防空を担当した。

## 防衛作戦計画
対エジプト防衛作戦として、小規模戦闘用に「ショパフ・ヨニム計画」（Shovach Yonim,鳩小屋）と大規模戦闘用に「セラ計画」（Sela,岩山）という作戦計画があった。
どちらも「マオチム」周辺での敵部隊の拘束と機甲師団による反撃、逆渡河を想定し、内容がほぼ同じであるため、まとめて説明する。
- シナイ師団によるエジプト軍の拘束

シナイ師団の1個機甲旅団が「マオチム」に増援として展開し（約1個小隊3輌規模）、また後方から2個機甲旅団が運河区域に進出、空軍の支援のもと、エジプト軍を拘束する。
- 予備役部隊の動員

「セラ計画」ではシナイ師団がエジプト軍を遅滞・撃滅している間に2個予備役機甲師団が動員を完了し、開戦72時間ほどで運河区域に進出するとされた。
- 反撃・逆渡河

運河東岸のエジプト軍を撃滅したのち、運河を逆渡河し、エジプト本土で戦闘を行う。
逆渡河用の渡河機材として、イスラエル軍は次の3種類の渡河機材を準備した。
- ローラー橋 - 全長180m、重量400tで、事前に組み立てて運河まで輸送する（大型ローラーを装備して動かせるようにした）。牽引に戦車16輌を必要とする。
- ユニフロート橋 - イギリス製で港湾の民生用を転用した。5m×2.5m×1.2m（3t）の鉄箱9個を連結した1個のポンツーン（22m×11m）で艀として戦車1輌を輸送でき、さらにポンツーンを8個連結することで運河に架橋可能。浮力を得るためにポリエチレン樹脂を充填した。ポンツーン1個に1輌の牽引を必要とする。
- ジロワ（Gilowa） - フランス製（NATOが耐弾性に問題ありとしてスクラップとしたものを購入、再生した）。ジロワ3輌で戦車1輌を輸送でき、複数（数両不明）で架橋できる。自走可能。